# Undibacterium terreum
Undibacterium terreum es una bacteria gramnegativa del género Undibacterium. Fue descrita en el año 2013. Su etimología hace referencia al suelo. Es aerobia. Tiene un tamaño de 0,3-0,4 μm de ancho por 1-2,6 μm de largo. Forma colonias circulares, de color cremoso en agar R2A. Temperatura de crecimiento entre 15-37 °C. Catalasa y oxidasa positivas. Tiene un contenido de G+C de 57,4%. Se ha aislado del permafrost en la provincia de Heilongjiang, en China. 